# Avelgem
Avelgem är en kommun i Belgien.   Den ligger i provinsen Västflandern och regionen Flandern, i den västra delen av landet, 60 kilometer väster om huvudstaden Bryssel. Antalet invånare är 9 634.
Trakten runt Avelgem består till största delen av jordbruksmark. Runt Avelgem är det tätbefolkat, med 331 invånare per kvadratkilometer.